# 朝陽公園駅
朝陽公園駅（ちょうようこうえんえき）は中華人民共和国北京市朝陽区に位置する北京地下鉄3号線と14号線の駅。

## 駅構造
2路線ともに島式ホーム1面2線を有する地下駅。

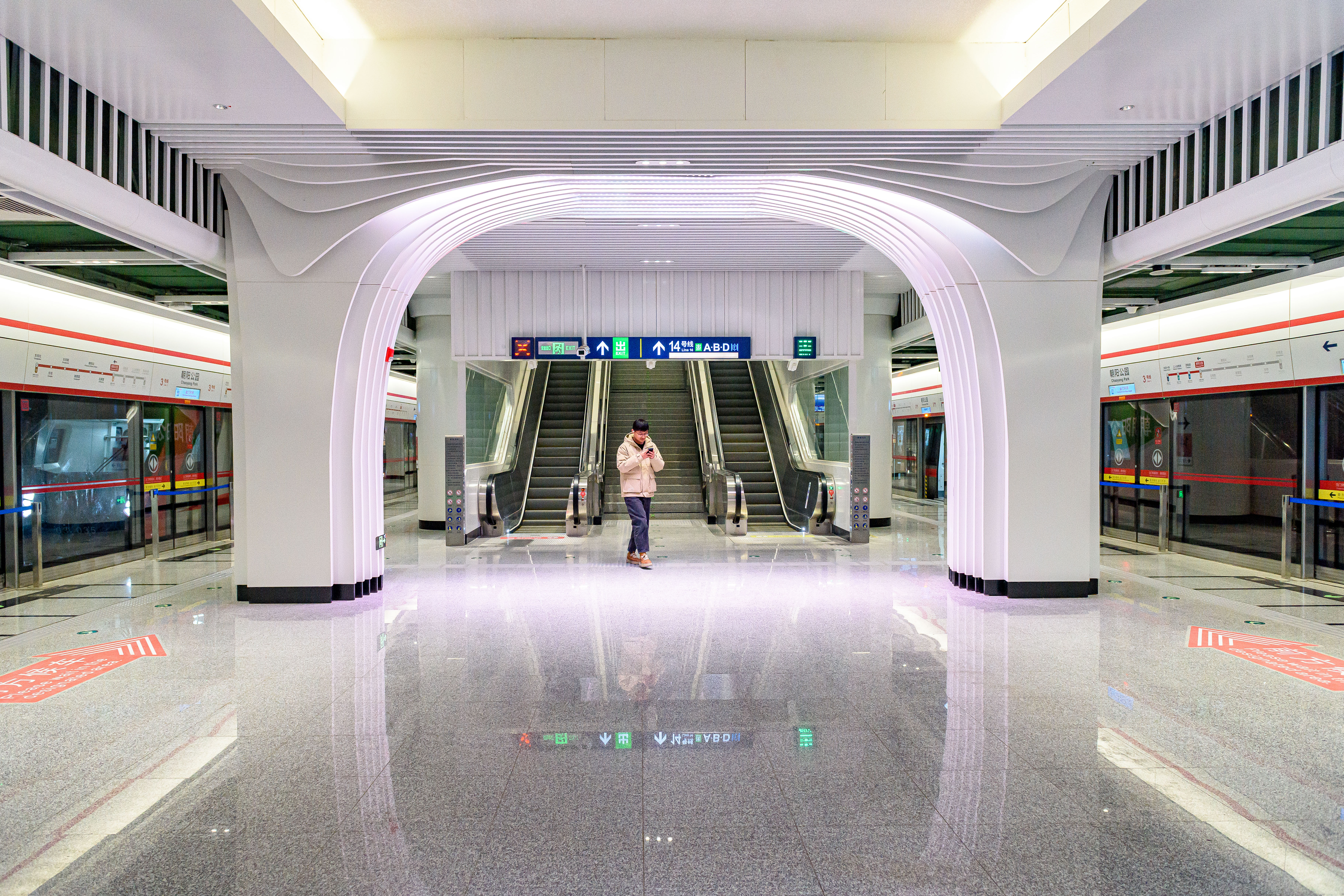
3号線ホーム
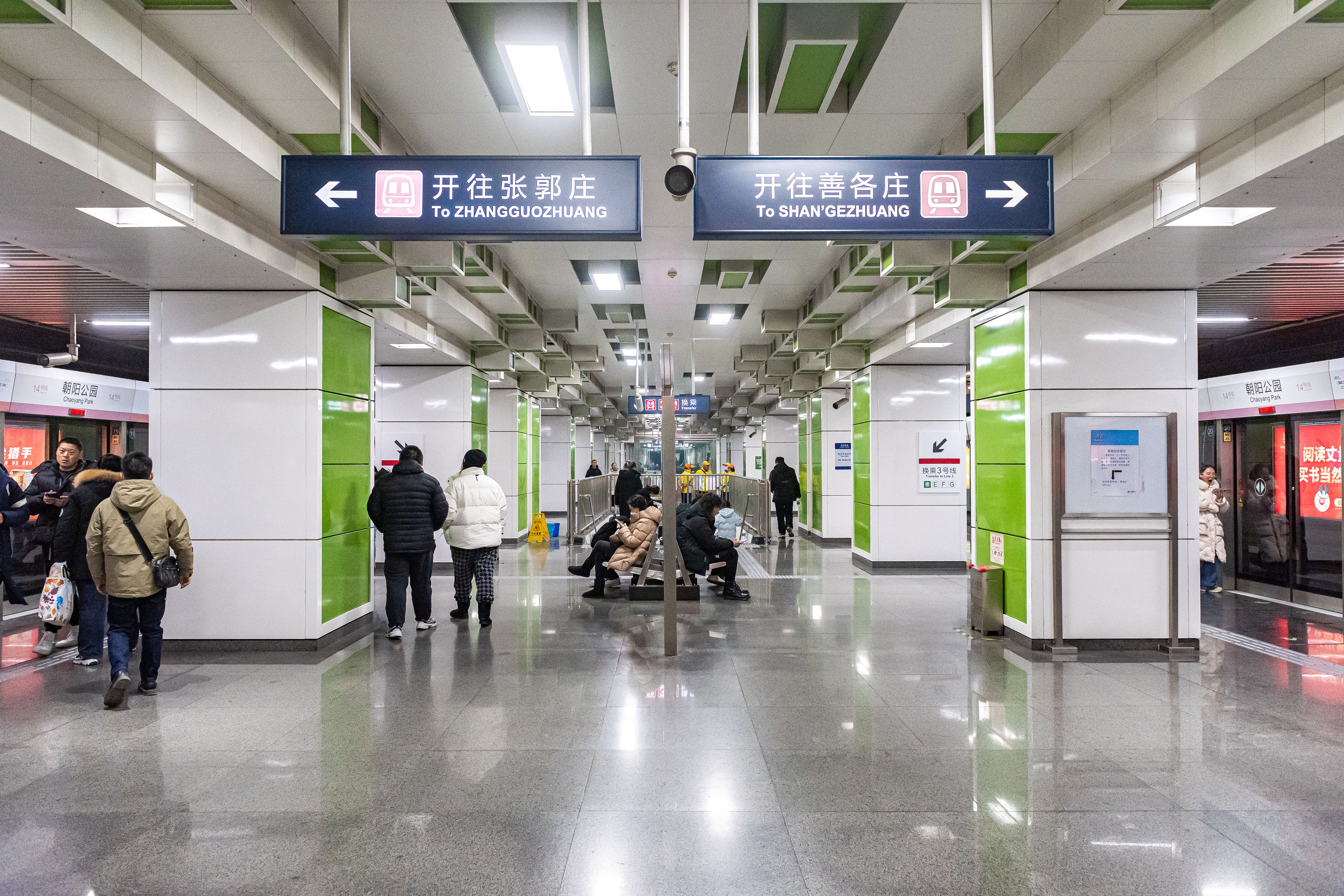
14号線ホーム

### のりば
| 番線                    | 路線    | 行先                 |
| ----------------------- | ------- | -------------------- |
| 14号線ホーム（地下2階） |         |                      |
| 南・西方面              | ■14号線 | 北京南駅・張郭荘方面 |
| 北方面                  | ■14号線 | 善各荘方面           |
| 3号線ホーム（地下3階）  |         |                      |
| 西方面                  | ■3号線  | 東四十条方面         |
| 東方面                  | ■3号線  | 朝陽駅・東壩北方面   |

## 駅周辺
- 朝陽公園南門

### バス停留所
- 甜水園街北口

## 歴史
- 2016年12月31日 - 14号線の駅として開業。[1][2]
- 2024年12月15日 - 3号線が開業。

## 隣の駅
北京地下鉄
■3号線
団結湖駅 - 朝陽公園駅 - 石仏営駅
■14号線
金台路駅 - 朝陽公園駅 - 棗営駅